# Доња Зета
Доња и Горња Зета се у савременим изворима почињу разликовати пред крај XIV вијека, као последица ширења имена Зете. Као ни Горња, ни Доња Зета није била искључиво планинска или равничарска. Доња је заузимала предио између Скадарског језера и Јадранског мора , са данашњом Крајином (јужна обала језера) и планинама Суторман и Румија. Граница је била и дуж тока ријеке Бојане, од Скадарског језера до мора. Доњој Зети припада приморје од ушћа Бојане до Бококоторског залива (не рачунајући град Котор и ближу околину) а самим тим и предјели дукљанских жупа на јадранској обали (Облик , Кукова и Грбаљ). У њу су, од значајнијих мјеста, спадали и утврђени градови: Бар, Улцињ и Будва.
Граница између двије Зете не може се прецизно повући, али се могу одредити планинска подручја гдје су се сусретале.